# Брион (Саона и Лоара)
Брион (фр. Brion) насеље је и општина у источном делу централне Француске у региону Бургоња, у департману Саона и Лоара која припада префектури Отен.
По подацима из 2011. године у општини је живело 337 становника, а густина насељености је износила 20,34 становника/km². Општина се простире на површини од 16,57 km². Налази се на средњој надморској висини од 282 метара (максималној 654 m, а минималној 279 m).

## Демографија
| 1962. | 1968. | 1975. | 1982. | 1990. | 1999. | 2011. |
| ----- | ----- | ----- | ----- | ----- | ----- | ----- |
| 236   | 273   | 263   | 310   | 359   | 372   | 337   |

График промене броја становника у току последњих година